# Zenata
Zenata (berbisk Iznaten; Arabisk: زناتة) er en gruppe af berberstammer, historisk set en af de største berbersammenslutninger sammen med Sanhaja og Masmuda. Deres livsstil var enten nomadisk eller semi-nomadisk.

## Samfund
Det 14. århundredes historiograf Ibn Khaldun fortalte, at Zenata var opdelt i tre store stammer: Jarawa, Maghrawa og Banu Ifran. De besatte tidligere en stor del af Maghreb og blev fordrevet mod syd og vest i konflikter med de mere magtfulde Kutama og Houara.
Zenata gik ind for islam tidligt i det 7. århundrede. Mens andre berberstammer fortsatte med at modstå  Umayyade-kalifatets  erobringer langt ind i det 8. århundrede, blev Zenata  hurtigt islamiseret, og dannede også et væsentligt kontingent i den efterfølgende muslimske erobring af Spanien.

## Sprog
Som berbere var Zenatas sprog et af de berbiske sprog. Ibn Khaldun skrev, at deres dialekt var adskilt fra andre berbiske dialekter. Den franske lingvist Edmond Destaing foreslog i 1915 "Zenati" som en løs undergruppe inden for de nordlige berberiske sprog, herunder Rifsk berbisk i det nordøstlige Marokko og Shawiya berbisk i det nordøstlige Algeriet.

## Politisk historie
Før de arabiske erobringer spændte Zenata mellem det nuværende Tunesien og Tripolitanien i det nuværende Libyen, før de bevægede sig støt mod vest, hvor de slog sig ned i det vestlige Algeriet nær Tiaret og Tlemcen, mens nogle af dem flyttede endnu længere mod vest til Marokko. De dominerede politikken i det vestlige Maghreb (Marokko og det vestlige Algeriet) i to forskellige perioder: i det 10. århundrede, under idrisidernes tilbagegang, som fuldmægtige for enten de fatimide kalifferne eller  Córdoba-kalifatet, og i det 13. 16. århundrede med opkomsten af Zayyanid-dynastiet i Algeriet og Marinider og Wattasider i Marokko, alle fra Zenata-stammer. I dag antages de fleste af berberne i Rif -regionen at være af Zenata-herkomst. 